# Denominació d'Origen Alella
La Denominació d'Origen Alella (D.O. Alella) identifica el vi d'aquesta zona del Maresme i està reconeguda des de 1954, any en què va ser creat el Consell Regulador d'aquesta denominació d'origen.

## Geografia
La característica més significativa de la D.O. Alella és l'existència del sauló, un terreny arenós d'origen granític i color pràcticament blanc, que té una gran permeabilitat i una gran capacitat de retenció de la irradiació solar. Això facilita la maduració del fruit i aporta finor als vins. El baix poder de retenció de l'aigua queda compensat pel microclima local.
A l'àrea de la denominació es distingeixen dues zones geogràfiques i climàtiques:
- La zona del Maresme és a les faldes d'orientació marítima de la serralada Litoral, obertes a la influència del sol i la brisa mediterrània. La serralada protegeix dels vents freds i condensa la humitat que prové del mar, provocant un microclima típicament mediterrani amb estius càlids i secs i hiverns suaus. Les vinyes estan distribuïdes en parcel·les esglaonades que van del dels 90 m d'altitud fins als 260 m. Els vins d'aquesta zona són suaus, de grau i acidesa moderats.
- La zona del Vallès Oriental és als vessants interiors de la serralada amb una orientació més obaga i un microclima més continental. Els vins són més àcids i enèrgics.

## Vinificació
La varietat més característica de la Denominació d'Origen Alella és la pansa blanca, molt propera, tot i que no idèntica, a l'anomenada xarel·lo. Produeix uns vins blancs perfumats i lluents, especialment els anomenats marfil. Predomina l'elaboració de vins blancs amb la pansa blanca i la garnatxa blanca com a varietats principals. Altres varietats autoritzades són picapoll, malvasia, parellada, macabeu, chardonnay, chenin, sauvignon i moscatell de gra petit.
Per a l'elaboració dels rosats i negres, la varietat principal és la garnatxa negra. Són varietats autoritzades: garnatxa peluda, ull de llebre, merlot, cabernet sauvignon, pansa rosada i pinot noir.

## Història
Els vins de la zona són mencionats per Plini el Vell a Naturalis Historia i per Marc Valeri Marcial a Epigrames, anomenats vins laietans. En el jaciment arqueològic de Veral de Vallmora, a Teià, s'han trobat una sèrie d'estructures que documenten l'elaboració del vi des del segle I fins al IV dC. Una inscripció en un segell de plom demostra que era explotat per famílies de Bàrcino. A l'Edat Mitjana els vins d'Alella subministraven la cort de comtes i reis de Barcelona. Era un dels vins favorits de la burgesia barcelonina del segle xix, i s'exportava a Amèrica.
El 1906 es va fundar la cooperativa Alella Vinícola, productora de la tradicional marca Marfil. El celler de la cooperativa és de l'arquitecte modernista Jeroni Martorell i Terrats. Avui la pressió urbanística de l'àrea metropolitana de Barcelona ha fet que es redueixin els camps de cultiu de vinya. La superfície s'ha reduït a una tercera part des que es va crear la Denominació d'Origen.

## Cellers
Els cellers que produeixen vins dins la D.O. Alella són:

Alta Alella Mirgin

Bouquet d'Alella 

Celler Can Roda

Celler de les Aus Arxivat 2018-07-29 a Wayback Machine.

Joaquim Batlle

Raventós d'Alella (abans Marqués de Alella) Arxivat 2017-10-14 a Wayback Machine.

Roura

Serralada de Marina

Alella Vinícola S.L.

## Municipis de la D.O
Des de l’1 de juliol de 2020 el territori Denominació d'Origen Alella el conformen un total de 31 municipis del Maresme, el Vallès Oriental i el Barcelonès. La primera ampliació es va fer l'any 1989 i posteriorment els anys 2013, 2017 i 2019. Els municipis que conformen la DO són:
| - Maresme: - Alella - Arenys de Mar - Arenys de Munt - Argentona - Cabrera - Cabrils - Calella - El Masnou - Mataró - Montgat - Òrrius - Premià de Dalt - Premià de Mar - Sant Cebrià de Vallalta - Sant Iscle de Vallalta - Sant Pol de Mar - Teià - Tiana - Vilassar de Dalt - Vilassar de Mar | - Vallès Oriental: - Granollers - La Roca del Vallès - Llinars del Vallès - Martorelles - Montornés del Vallès - Sant Fost de Campsentelles - Santa Maria de Martorelles - Vallromanes - Vilanova del Vallès - Barcelonès: - Badalona - Santa Coloma de Gramanet |